# Жовна червонокрила
Жовна червонокрила (Picus puniceus) — вид дятлоподібних птахів родини дятлових (Picidae). Поширений у Південно-Східній Азії.

## Поширення
Вид поширений на Малайському півострові, Суматрі, Яві та Калімантані. Населяє вічнозелені тропічні листяні ліси, вторинні ліси з окремими великими деревами, а також узлісся і лісопосадки. Вид в основному обмежений низовинами нижче 600 м над рівнем моря, але також зустрічається локально до 900 м над рівнем моря та в Малайзії до 1300 м; особливо там, де відсутній сестринський вид Picus chlorolophus, навіть на висоті до 1500 м.

## Підвиди
- Picus puniceus observandus (Hartert, 1896) — більша частина ареалу поширення.
- Picus puniceus puniceus Horsfield, 1821 — острів Ява. Птах більший і темніший за попередній підвид, нижня сторона переважно суцільночорна, горло коричневіше.
- Picus puniceus soligae Meyer de Schauensee & Ripley, 1940 — острів Ніас. Яскравіше P. p. observandus, низ більш жовтий і сірий. Червоний колір у верхній частині голови поширюється на капюшон, тому площа жовтого кольору значно менша.